# Ysabel Bisnath
Ysabel Amara Samnadda Bisnath (sinh ngày 29 tháng 6 năm 1992) là một sinh viên tốt nghiệp tại Đại học Oxford,sinh ra ở Trinidad, hiện đang hành nghề luật. Ysabel đã giành chiến thắng trong cuộc thi sắc đẹp Hoa hậu Thế giới Trinidad và Tobago năm 2018 và đại diện Trinidad và Tobago tại cuộc thi Miss World 2018.

## Giáo dục và những năm đầu đời
Ysabel Bisnath sinh ra ở Port of Spain, Trinidad. Là cựu học sinh của trường Maria Regina và St Joseph's Convent, Port of Spain tiếp tục theo học các văn bằng về Luật tại Đại học Oxford thông qua Học bổng Chính phủ mở, được trao cho thành tích của cô trong kỳ thi Kiểm tra trình độ nâng cao Caribbean (CAPE). Ysabel Bisnath có bằng cử nhân của Đại học Oxford và sau đó là Thạc sĩ về Luật Kinh doanh Quốc tế - Thương mại & Đầu tư và Luật Nhân quyền của King College London. Cô đã vượt qua kỳ thi Bar ở cả quê hương và nước Anh. Sở thích của cô bao gồm chơi piano, đọc sách và lặn biển. Cô là một diễn giả được trao giải thưởng và thông thạo tiếng Anh, tiếng Pháp, tiếng Ý và tiếng Tây Ban Nha. Bisnath dạy tiếng Anh ở Trung Quốc và cũng làm việc tại Brussels.

## Cuộc thi sắc đẹp

### Hoa hậu Trinidad và Tobago 2018
Vào ngày 5 tháng 8 năm 2018, Ysabel Bisnath đã giành chiến thắng với danh hiệu Hoa hậu Trinidad và Tobago 2018  và giành được tất cả bốn giải thưởng đặc biệt, bao gồm Hoa hậu Đa phương tiện, Hoa hậu Ảnh, Linh hồn của Cuộc thi và Sự lựa chọn của công chúng.

### Hoa hậu Thế giới 2018
Ysabel Bisnath đại diện Trinidad và Tobago tại Mùa giải thứ 68 của cuộc thi sắc đẹp Hoa hậu Thế giới vào ngày 8 tháng 12 năm 2018 được tổ chức tại Sanya City Arena, Sanya, Trung Quốc. Mặc dù không có mặt trong trận chung kết, Bisnath đã lọt vào Top 20 cho vòng Thử thách đối đầu  và Top 25 cho vòng Người đẹp với mục đích nhanh chóng .

## liên kết ngoài
| Giải thưởng và thành tựu   | Giải thưởng và thành tựu        | Giải thưởng và thành tựu |
| -------------------------- | ------------------------------- | ------------------------ |
| Tiền nhiệm Chandini Chanka | Hoa hậu Trinidad và Tobago 2018 | Kế nhiệm Tya Janè Ramey  |